# Samjutta-nikája
Samjutta-nikája („Spojená sbírka“ nebo „Sbírka spojených rozprav“, používaná zkratka: S.) je sbírka buddhistických textů tvořící třetí z pěti nikájí (sbírek), které jsou součástí Sutta-pitaky, jenž je jedním ze tří košů pálijského kánonu buddhistické školy théraváda. Celá nikája obsahuje 2889 sutt (rozprav), které jsou rozčleněny do pěti vagg (souborů nebo skupin), jenž se dále dělí na samjutty (kapitoly). Každá samjutta obsahuje skupinu sutt zabývající se podobným tématem.

## Obsah Samjutta-nikáje
Rozdělení na soubory (vaggy) zde uvedené odpovídá edici kánonu od Pali Text Society a barmské edici. Sinhálská a thajská edice rozděluje sbírku rozdílně.
I. Sagátha-vagga (Soubor "Sagátha"):
1. Dévatá-samjutta (Bohové)
2. Dévaputta-samjutta (Synové bohů)
3. Kósala-samjutta (/Král/ Pasénadi z Kósaly)
4. Mára-samjutta (Mára)
5. Bhikkhuní-samjutta (Mnišky)
6. Brahma-samjutta (Brahma)
7. Bráhmana-samjutta (Bráhmani)
8. Vangísa-samjutta (/Ctihodný/ Vangísa)
9. Vana-samjutta (Les)
10. Jakkha-samjutta (Duchové)
11. Sakka-samjutta (Sakka /král bohů/)
II. Nidána-vagga (Soubor "Zdroj"):
12. Nidána-samjutta (Zdroj)
13. Abhisamaja-samjutta (Uskutečnění)
14. Dhátu-samjutta (Prvky)
15. Anatamagga-samjutta (Nepředstavitelný počátek putování)
16. Kassapa-samjutta (/Ctihodný/ Mahá Kassapa)
17. Lábhasakkára-samjutta (Zisk a pocty)
18. Ráhula-samjutta (/Ctihodný/ Ráhula)
19. Lakkhana-samjutta (/Ctihodný/ Lakkhana)
20. Ópamma-samjutta (Přirovnání)
21. Bhikkhu-samjutta (Mniši)
III. Khandha-vagga (Soubor "Skupiny"):
22. Khandha-samjutta (Osobnostní skupiny)
23. Rádha-samjutta (/Ctihodný/ Rádha)
24. Ditthi-samjutta (Názory)
25. Okkantika-samjutta (Vracející se na stezku)
26. Uppáda-samjutta (Vznikání)
27. Kilésa-samjutta (Nečistoty)
28. Sáriputta-samjutta (/Ctihodný/ Sáriputta)
29. Nága-samjutta (Nágové)
30. Supanna-samjutta (Supannové)
31. Gandhabbakája-samjutta (Gandhabbové)
32. Valáhaka-samjutta (Bohové oblaků)
33. Vaččhagotta-samjutta (/Ctihodný/ Vaččhagotta)
34. Samádhi-samjutta (Soustředění)
IV. Salájatana-vagga (Soubor "Šest smyslových oblastí"):
35. Salájatana-samjutta (Šest smyslovách oblastí)
36. Védaná-samjutta (Pociťování)
37. Mátugáma-samjutta (Ženy)
38. Džambukhádaka-samjutta (/Poutník/ Džambukhádaka)
39. Sámandaka-samjutta (/Poutník/ Sámandaka)
40. Moggallána-samjutta (/Ctihodný/ Moggallána)
41. Čitta-samjutta (/Hospodář/ Čitta)
42. Gámani-samjutta (Náčelník vesnice)
43. Asankhata-samjutta (Nezformovaný stav)
44. Avjákata-samjutta (To, co nebylo řečeno)
V. Mahá-vagga (Soubor "Velká kapitola"):
45. Magga-samjutta (Stezka)
46. Bodždžhanga-samjutta (Členy probuzení)
47. Satipatthána-samjutta (Ustavení uvědomění)
48. Indrija-samjutta (Schopnosti)
49. Sammappadhána-samjutta (Správná snažení)
50. Bala-samjutta (Síly)
51. Iddhipáda-samjutta (Základy psychické síly)
52. Anuruddha-samjutta (/Ctihodný/ Anuruddha)
53. Džhána-samjutta (Vnor /tj. meditační pohroužení/)
54. Ánápána-samjutta (Nádech a výdech)
55. Sótápatti-samjutta (Vstup do proudu)
56. Sačča-samjutta (Pravdy)